# 白瑠璃碗 (伝安閑陵古墳出土)
白瑠璃碗（はくるりわん、またははくるりのわん）は高屋築山古墳（安閑天皇陵とされている）から出土したとされているガラス器である。サーサーン朝（224年 - 651年）のもとで、6世紀に制作されたササンガラスの一種と推定されている。廃仏毀釈の中で一旦行方不明となったが、再び発見されクラブ関西が買収したのちに東京国立博物館に寄付され、現在まで所蔵されている。昭和31年（1956年）に重要文化財に指定された。極めて類似したガラス器が正倉院に所蔵されていることでも有名である。

## 形態

### ササンガラス
ササンガラスはローマガラスの技術を応用して作成されたガラス製品である。主にササンガラスの作品は、アルダシール1世（在位:224年 - 261年?）時代を中心とした前期と、ホスロー1世（在位:531年 - 579年）時代を中心とした後期のもの、もしくは3-4世紀の前期（初期）、5世紀の中期、6-7世紀の後期に大別される。前期の作品は薄手で、ローマガラスの技術をそのまま用いているため、外見的にはそっくりである。一方、後期（と中期）の作品は切子を表面に施しており、壊れにくい厚手なガラス作品となっており、伝安閑天皇陵出土の白瑠璃碗もこちらに分類される。ローマ帝国は海路を通商ルートとしていたのに対して、サーサーン朝は陸路をとっていたため、割れにくい厚手のガラスにする必要性があった。
実験によると、ローマガラスに比べてササンガラスは、同じソーダ石灰ガラスを用いつつも、マグネシウムやカリウムの含有比率が多い。これはアルカリ成分として、ローマでは地中海由来のナトロン（天然ソーダ）を豊富に使用できたのに対して、サーサーン朝では砂漠の植物灰を用いたためだとされている。
中央アジアや西アジアを抑えたサーサーン朝のもとで、オアシスの道を中心に陸路交易が発展し、3世紀ごろから陸路交易ではソグド人が活躍した。大量生産が可能で美しさも兼ね備えた切子ガラスは、陸路交易において最適の製品と考えられ、サーサーン朝から中国や日本まで伝来し、ユーラシア大陸の広い範囲から出土している。日本でのササンガラス（主に後期）の出土例としては、6世紀後半ごろのものとされる福岡県沖ノ島8号遺跡でのガラス碗片や、本稿で扱う伝安閑陵古墳出土白瑠璃碗などがある。4-6世紀と推定される遺跡から出土されていることから、日本への白瑠璃碗の到来自体は、伝安閑天皇陵出土の白瑠璃碗よりも古かったとされている。
ササンガラスの研究は、旧サーサーン朝の版図が20世紀後半に政治的に不安定となり継続的な考古学調査が実施されておらず、サーサーン朝に対しての関心が薄く、また生産や流通に関する考古学資料が不足していることもあり、進展があまりなかった。加えて、現状発見されているササンガラスの作品は市場に流出したものであり、どこからどのように出土したのかがわからないことが研究を難しくしている。現在では、ヴェフ・アルダシールより出土したガラス製品の成分分析の実施や、非破壊・非接触での分析が可能になったことにより、研究は進みだしている。日本でも、大型放射光施設Spring-8を用いたササンガラス作品の成分分析が行われている。

### 白瑠璃碗

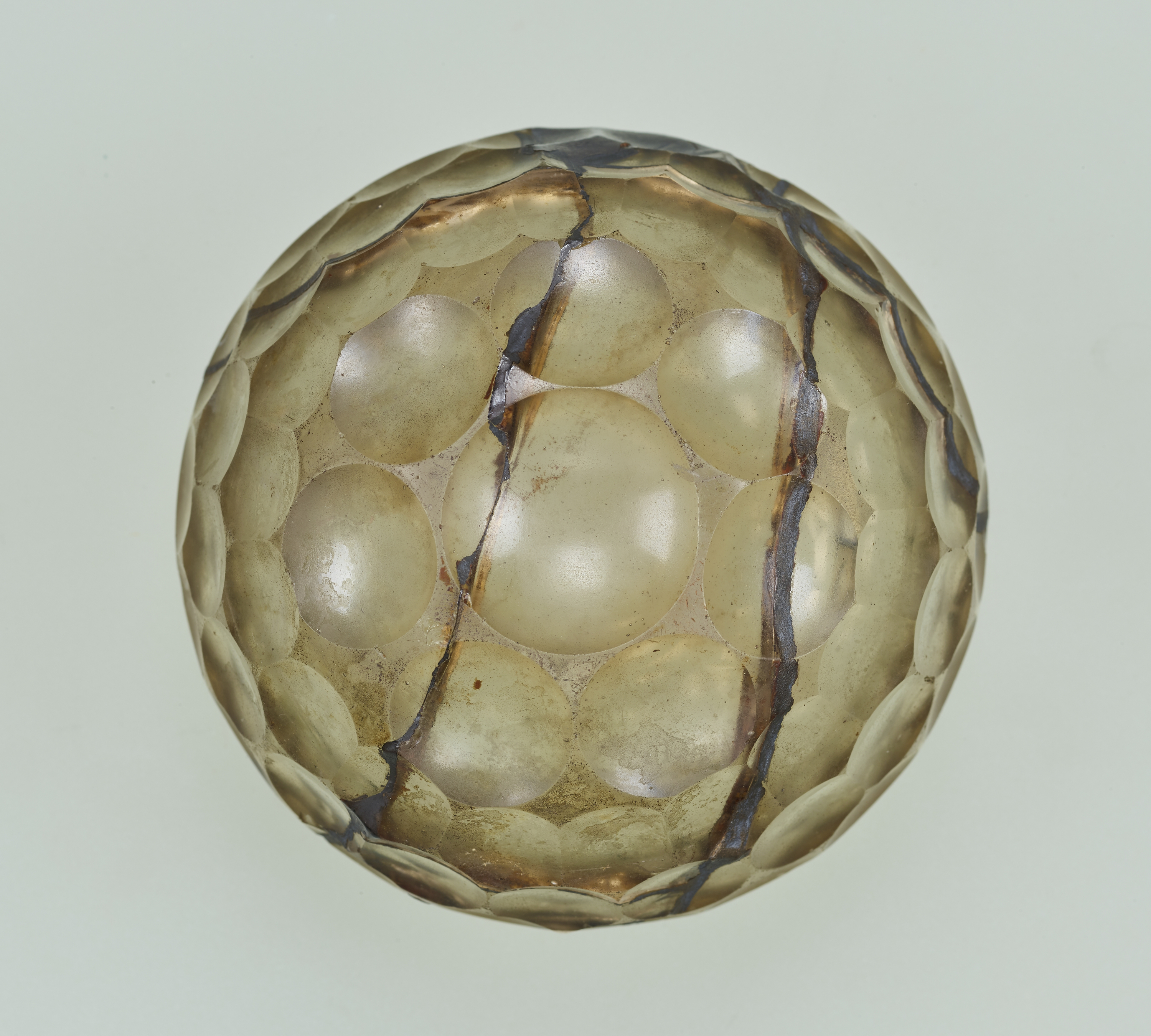
真上から見た白瑠璃碗、底部に7つの円文、底に大きな1つの円文が見える。

後期のササンガラスに分類され、厚手の切子ガラス器である。「正倉院の白瑠璃碗」と同様に、底部には7つの円形凹刻のカット、さらに底には曲率半径4センチの大きな1つの円形カットが施されている。西アジア古来の聖数信仰における吉祥数、3,5,7の思想を表現したものであり、7はあらゆるものが完結した状態を示す完全数とされる。胴部には、各18個の円形カットが4段にわたって施されている。正倉院の白瑠璃碗の胴部の切子の曲率半径は35ミリであり、伝安閑陵古墳出土白瑠璃碗もその値はほぼ同じである。
白瑠璃碗は10個のかけらに割れていて、おそらく江戸時代にそれらが漆によって接合され修復されている。特に一番大きな接合部については、漆のほかに木片が埋め込まれていることがわかっている。白瑠璃碗の色に関しては、白瑠璃碗の再発見に貢献した石田茂作は、「埦内壁に真珠色の風化の痕があり」、藤澤一夫は「実は白ガラス製でありまして、大体透明ですが細かい気泡を含み、色があると云へば微かなセピア色を帯びる（略）内面は風化して真珠のような発色を示す部分が見られ」、梅原末治は「面が若干風化していゐる（略）幾分セピアががつた無色に近い瑠璃自体の質」と評している。
他の歴史的資料の記述もおおよそ同じ値や事実を記録している。速水宗達による「御玉まりの説」では、高さ2寸8分（約8.5 cm）、深さ2寸3分半（約7.2 cm）、重さおよそ110匁（約413g）と記録されている。同書では、円形の切子が「大星形（最下段の7つの切子）7つ」「〆星形5段」「総数合76」とあり、実際の数79（と底の中心を合わせ80）と同じくらいの数となっている。また、白瑠璃碗を水晶製とみなしていて、一つの欠けもなく12個のかけらに割れており、それが白い漆によって接合されたとある。

### 箱

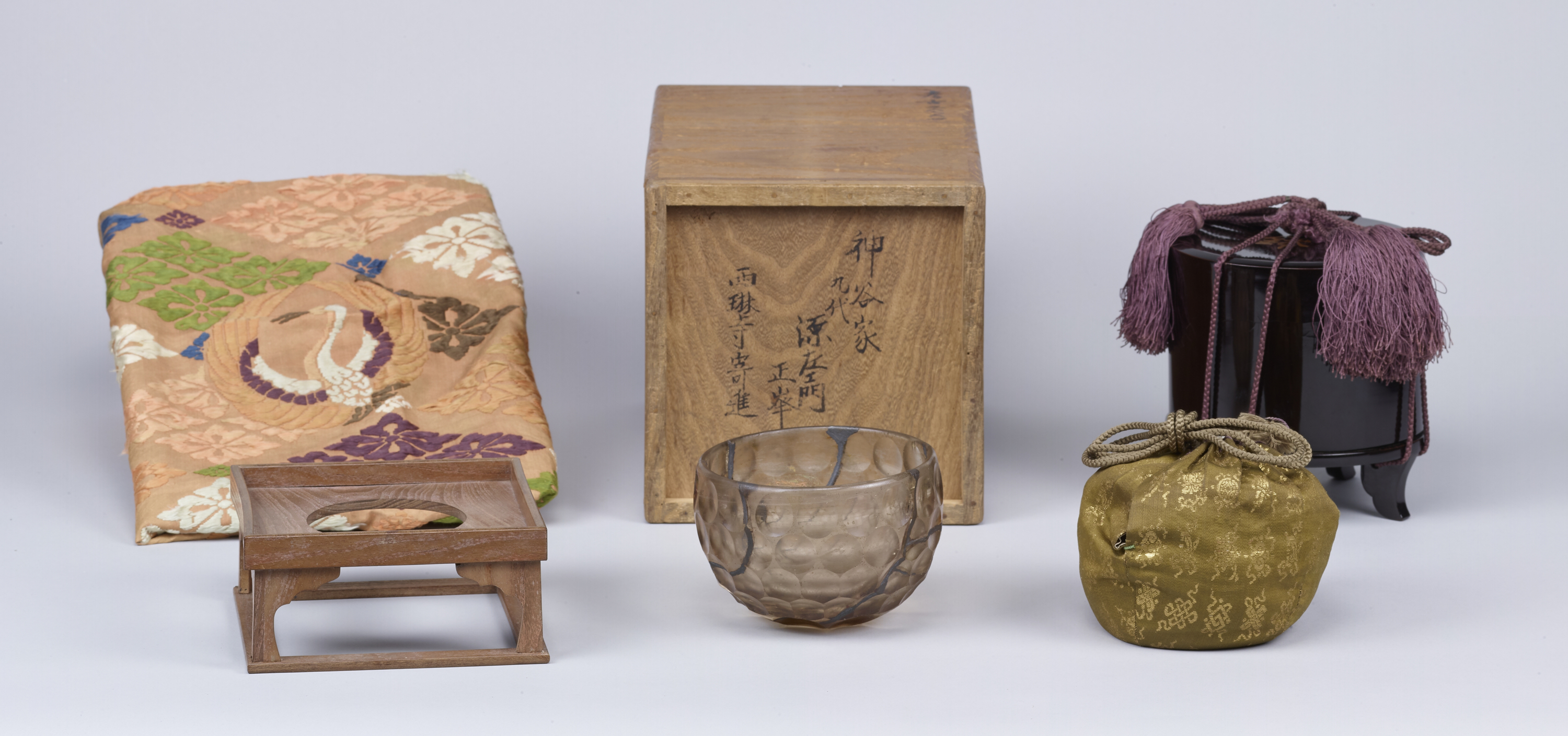
白瑠璃碗とその容器や箱
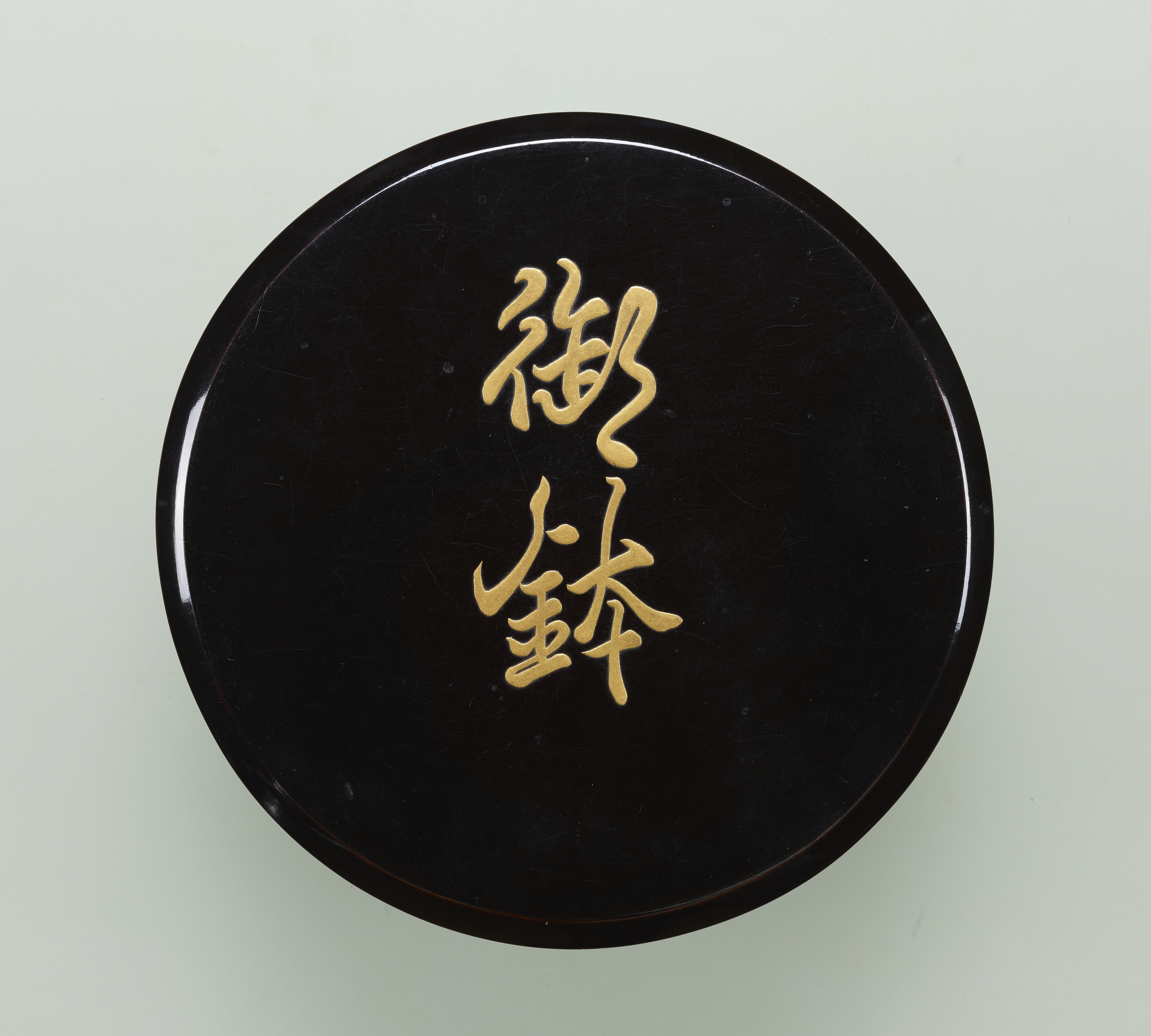
内箱にあたる黒漆塗容器の蓋上、金蒔絵で「御鉢」と書いてある。
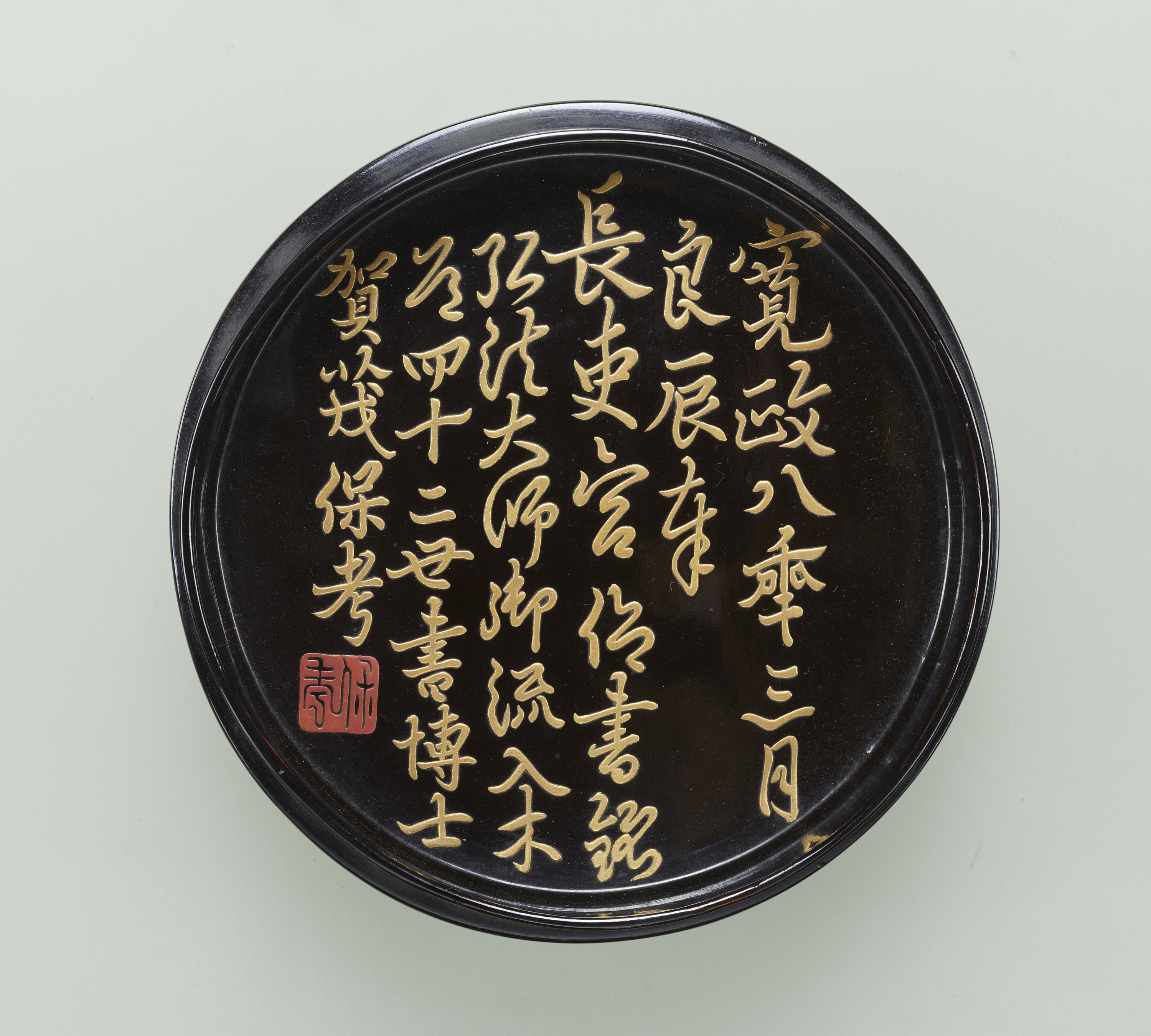
同容器の内部、金蒔絵で文字が書いてある。
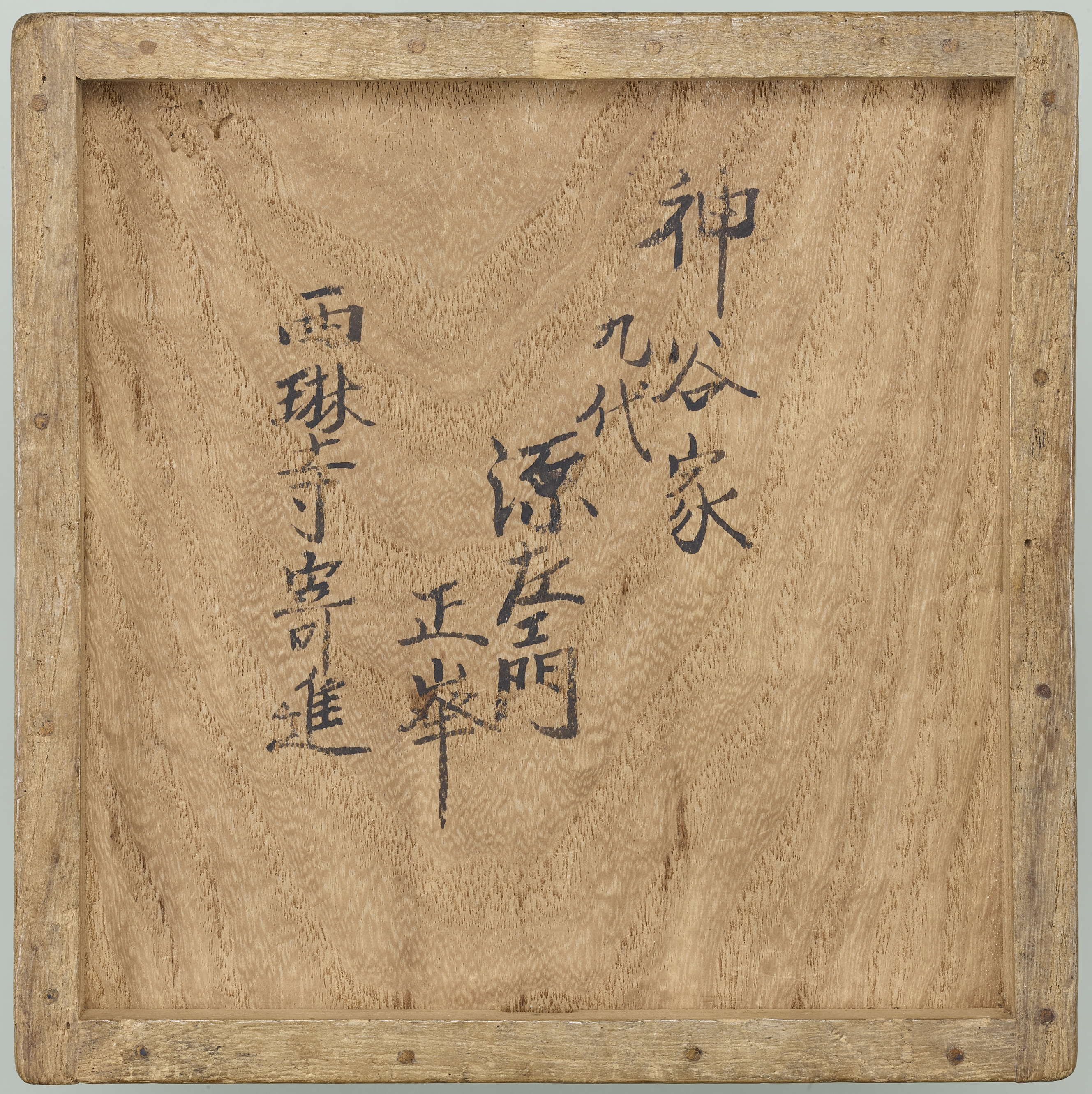
外箱にあたる桐箱

白瑠璃碗は、茶道の道具のように、仕覆（しふく、布製の入れ物）に包まれ、内箱にあたる黒漆塗容器と外箱にあたる桐箱に入れられていて、そのうち後者の二つは、箱書きを重視して白瑠璃碗とともに付属品として重要文化財に指定されている。内箱にあたる黒漆塗容器には、金蒔絵で蓋上には「御鉢」、蓋内側には「寛政八（1796年）季三月良辰筆、長吏宮（盈仁法親王）御書銘　弘法大師御流入木道四十二世書博士、賀茂保考（印）」とある。すなわち、盈仁法親王（119代光格天皇の父閑院宮典仁親王の7男、聖護院の門跡を努めた。）が白瑠璃碗に対して、「御鉢」と命名して、それを書家である賀茂保考が揮毫したことを表している。
外箱の裏には、「神谷家、九代源左衛門正峯、西琳寺寄進」とある。この神谷家は、高屋築山古墳付近の土地を所有していた家であり、西琳寺に白瑠璃碗を寄進したという文章は、白瑠璃碗が安閑天皇陵で出土したという伝承と矛盾しない。なお、源左衛門正峯は1739年から1782年に生きている。後述する名所図絵では、田中氏の農地から白瑠璃碗が出土していたとあるが、これは神谷氏と同族とされている。

## "伝"安閑陵古墳

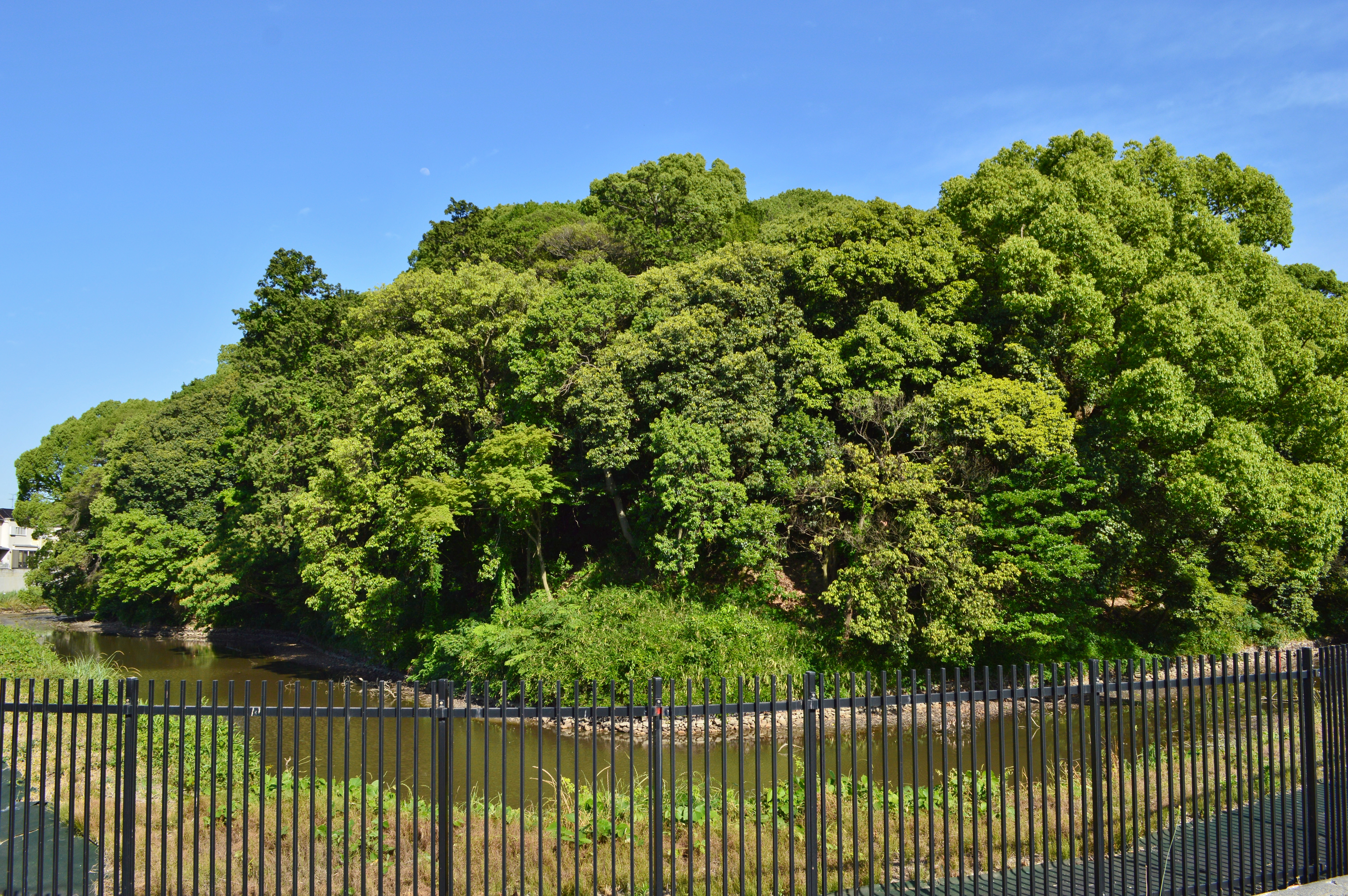
白瑠璃碗が発見されたとされる高屋築山古墳（伝安閑天皇陵）

白瑠璃碗が出土したとされる高屋築山古墳は、大阪府羽曳野市古市5丁目に位置する前方後円墳である。宮内庁によって、「安閑天皇陵」に指定されており、「古市高屋丘陵」（ふるちのたかやのおかのみささぎ）とも呼ばれている。
日本書紀によれば、安閑2年（535年）12月に安閑天皇が河内国旧市（古市）の高屋丘陵に葬られている。古事記にも河内国古市高屋村に安閑天皇陵があるとされ、延喜式では安閑天皇陵を河内国古市の古市高屋丘陵としていて、この3文献ではすべて「高屋」の記述がある。文献資料からは高屋築山古墳が安閑天皇陵でほぼ間違いないとされている。また、1992年に宮内庁によって実施された高屋築山古墳の発掘調査によると、埴輪や須恵器などから6世紀前半に建造されたことが推定されていて、安閑天皇の没年とも近いことがわかっている。また、近世の修復記録によれば、墳頂部のくぼみの存在が言及されており、横穴式の石室が存在されたと考えられている。
河内国の守護であった畠山氏が高屋城を築き、本丸（第一郭）に高屋築山古墳が含まれていた。高屋城は高屋城の戦いに勝利した織田信長によって廃城となるまで、河内国に勢力を伸ばした大名たちによる争奪が繰り広げられた。城として古墳が利用されたため、大きく変更が加えられたとされており、また江戸時代の地元の人々にとっても古墳ではなく城として認識されていた可能性が指摘されている。しかしこの認識も、「前王廟陵記」の発行以降、天皇陵に対する意識が高まり、元禄の修陵により安閑天皇陵も竹垣が施され天皇陵としての認識が高まったとされている。

## 来歴

### 制作と伝来
このガラス器が発掘されたとされている高屋築山古墳の被葬者とされている安閑天皇は、6世紀前半の在位とされている。この当時、日本や朝鮮半島には精巧なガラス器を作る技術もなく、南北朝時代の中国についても瑠璃の制作は行われていなかった。カワード1世（在位:488年-531年）やホスロー1世（在位:531年-579年）の統治下にあり、全盛期を迎えていた6世紀のサーサーン朝でこの白瑠璃碗は制作されたとされている。白瑠璃碗と類似した現存する数百点のガラス器は、特に品質のばらつきもなく、その上大量生産・販売してあることからも、工業生産的なシステムで製造や販売が行われていたことが推察されている。
その具体的な制作地には諸説ある。深井晋司は、白瑠璃碗と類似するガラス器が多数発掘されていたために、ギーラーン州を原産地と推定していた。またドナルド・ベンジャミン・ハーデンの発掘調査によれば、後述する「正倉院の白瑠璃碗」をはじめ、沖ノ島や上賀茂から出土したガラス片などと同様に、現イラクのキシュの王室工房で作られたとされる。
3-6世紀ごろに作成されたサーサーン朝制作の白瑠璃碗は、発掘などからユーラシア全体に輸出されたとされている。伝安閑天皇陵出土の白瑠璃碗もその一つとして、製作からそれほど時間が経たないうちに東アジア、さらに日本へ伝来したとされる。その伝来ルートはよくわかっていない。中国南朝や新羅では後期ササンガラスが発掘されておらず、一方中国北朝では発掘されているため、非公式な交流を通じて北朝から直接、もしくは朝鮮半島を経由して伝来されたとも考えられている。
伝仁徳天皇陵古墳（大仙陵古墳）からローマガラスや新羅系の冑が出土していて、仁徳天皇の在位前後（仁徳朝）にローマ帝国や新羅の文化が受容されていたのに対して、伝安閑天皇陵古墳からのサーサーン朝由来のガラス碗の出土は、継体天皇以降（継体朝）の日本では中国やサーサーン朝の文化を受容していたことを示し、継体天皇以降の大きな転換の一例とも指摘されている。

### 白瑠璃碗の発見
現大阪府羽曳野市に位置する高屋築山古墳（伝安閑天皇陵）にて、白瑠璃碗が偶然発見された。そのいきさつは、いくつかの史料に記載がある。
元禄11年（1698年）発行の松下見林が山陵の荒廃した現状を伝えるために記した「前王廟陵記」によれば、「近年、土民が安閑天皇陵をあば（発）き、古代器物などを得た」とある。白瑠璃碗の発見の直接的な記述はないが、戦後の白瑠璃碗の再発見後に白瑠璃碗を実見した梅原末治は、この記述をもとに元禄年間に白瑠璃碗が発見されたと推測している。
享和元年（1801年）に発行された、河内国の故事来歴を記した「河内名所図会」がある。秋里籬島が現地調査や関連する文献の調査、河内の地理歴史に詳しいとされた金剛輪寺の覚峰への聞き取り調査を行って編纂したものであった。この巻の三によれば、（発行の）80年前（享保6年、1721年）に洪水によって安閑天皇陵の土砂が崩れ落ち、その中から朱などとともに白瑠璃碗も発見されたという。そしてその白瑠璃碗は西琳寺（同じく大阪府羽曳野市）に納められて什宝として扱われた。戦後の白瑠璃碗の再発見に携わった石田茂作は、この資料の記述をもとに白瑠璃碗の発見を享保年間（1716年 - 1736年）と推定している。
大田南畝の「一話一言」内（巻46）にも白瑠璃碗に関する記述（引用）がある。ここで引用されている「河内古市玉碗記」中の、寛政8年（1796年）4月付けの盈仁法親王に仕えた国栖景雷による文章に、白瑠璃碗の発見の顛末が記されている。こちらでは、高屋城の戦いで足利義昭が織田信長に敗れると、安閑天皇陵（高屋築山古墳）の上に築かれていた高屋城は廃城となり、里の民が安閑天皇陵をあばき玉盌（たままり、白瑠璃碗のこと）を見つけたとある。それ以降百数年、白瑠璃碗はその里の民の長の家に納められたのち、西琳寺に寄付されたとある。

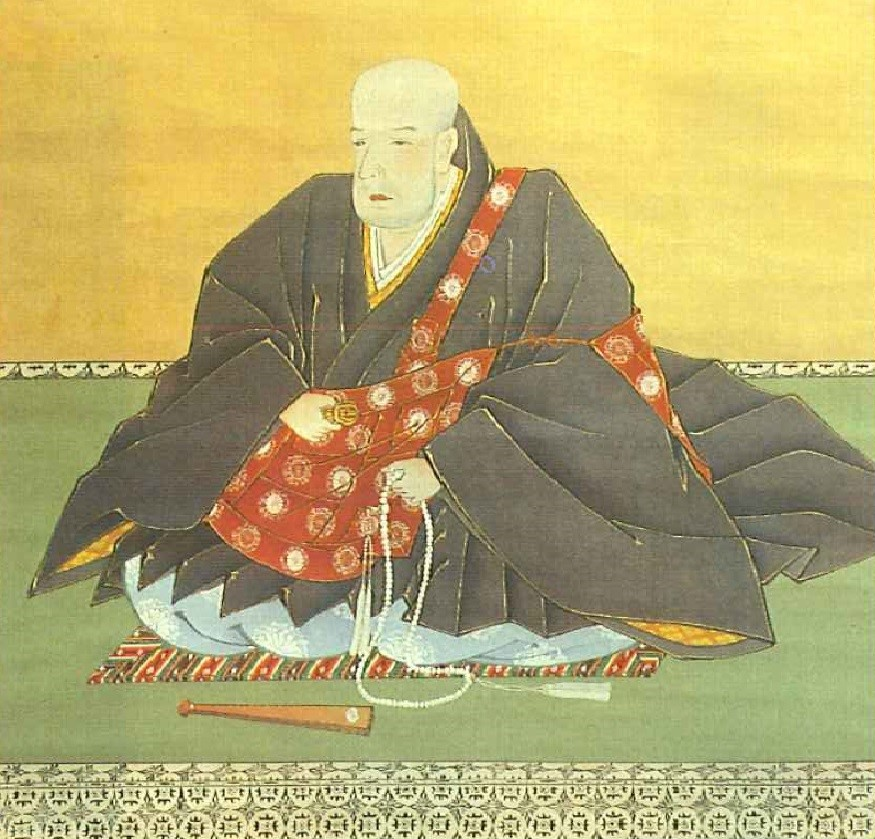
白瑠璃碗に名付けた盈仁法親王

寛政8年（1796年）に、西琳寺に納められた白瑠璃碗は、盈仁法親王に茶の指導を行っていた速水宗達を通して、西琳寺の住職が、当時聖護院の門跡であった盈仁法親王（119代光格天皇の父閑院宮典仁親王の7男、当時の光格天皇の弟にあたる）のもとへ持参し、法親王によって「御鉢」と命名され、蓋の上に「御鉢」と書かれて返却された。
この清水宗達による記録「御玉まりの説」にも、一話一言内の引用と似た白瑠璃碗に関する記述がある。清水宗達は寛政5年（1793年）に西琳寺で白瑠璃碗を実見したとある。高屋城の落城ののち、一帯を支配した田中氏が開墾を行った際誤って天皇陵をあばき（天正元年、1573年のこととしている）、玉碗（白瑠璃碗）が発掘されたという。玉碗を発見した人物が、主人である田中氏にその旨を伝えると、大きな木の箱（現在の白瑠璃碗とともに残る桐箱とされる）に入れられ、百余年の間家に秘匿されたとされている。しかし、尊貴な玉碗を伝えることを恐れ西琳寺に寄付されたとされる。この後、その玉碗は清水宗達の国栖景雷への熱心な働きかけによって、盈仁法親王の尊覧に入ったと記されている。
西琳寺の寄附は、桐箱にもあるように源左衛門正峯（1739年 - 1782年）によるものとされている。しかし、後者2つの歴史書を信用すると、元禄年間（寛政年間の100年前）の寄附となるため、木箱だけのちに寄付された可能性も指摘されている。
国学や本草学が盛んになった江戸時代には、古いものに対して大きな関心が寄せられ、白瑠璃碗に対しても多くの好事家や文人の注目を集め記録が残されている。例えば、藤貞幹の著した「集古図」には、白瑠璃碗が絵付きで紹介されている。また、周木津の影響を受けた「聆涛閣集古帖」には、「玉器」として紹介されており、大きさや漆による修復後までもがほぼ正確に描かれている。

### 現在まで
明治時代の廃仏毀釈に伴い、西琳寺も廃寺となり、白瑠璃碗は当時の住職によって売却されたまま行方不明となった。1950年8月12日に石田茂作の講演会が行われた際、西琳寺の什物であった白瑠璃碗の鑑定を彼が依頼され、再び白瑠璃碗は世間の目に触れることとなった。「集古図」に掲載されている白瑠璃碗の箱の図とその文面が一致していたことで、白瑠璃碗は西琳寺に伝わっていたものと同一物であることが明らかになった。この講演会を主催した加藤三之雄は、白瑠璃碗の再びの喪失を恐れ、東京国立博物館への保管を画策した。終戦後に若手経済人らで結成されたクラブ関西が、「文化事業」の一端として、同年12月2日付けで所有者から15万円（現在の約1000万円）で買い上げた。その後同月17日には、東京国立博物館への受け入れが完了した。昭和31年（1956年）6月28日に白瑠璃碗は、黒漆塗容器と桐箱とともに重要文化財に指定された。

## 正倉院蔵の白瑠璃碗などとの類似
伝安閑天皇陵出土の白瑠璃碗は多くのガラス器との類似性をたびたび指摘されている。例えば、イランのギーラーン州では1950年代末以降、アルサケス朝パルティアやサーサーン朝時代の墳墓から多数の類似したガラス器が発掘されている。これらのガラス器は際立った粗悪品がなく、ほぼ同一な碗形をしており、サーサーン朝下での厳しい生産管理を受けた大量生産体制がうかがえる。
特に、正倉院所蔵の白瑠璃碗とはその代表例である。正倉院の白瑠璃碗は割れておらず完璧な姿を保っているのに対して、伝安閑陵古墳出土の白瑠璃碗はひび割れ継ぎ足されていたり、伝安閑陵古墳出土白瑠璃碗が円文状の切子となっているのに対して、正倉院の白瑠璃椀は切子同士が重複していて亀甲紋になっていたりと違いはあるが、寸法やデザインに大きな違いはない。

## 白瑠璃碗を扱った作品
- 井上靖「玉碗記」[62]